# كلية الآداب والعلوم الإنسانية بسوسة
كلية الآداب والعلوم الإنسانية بسوسة هي كلية علمية تابعة لجامعة سوسة. أنشأت كلية الآداب بسوسة بمقتضى القانون رقم 106 لسنة 1990 بتاريخ 26 نوفمبر 1990؛ وقد أصبحت تسمى كلية الآداب والعلوم الإنسانية بسوسة بمقتضى الأمر الرئاسي رقم 2370 لسنة 1996 مؤرخ في 9 ديسمبر 1996.
كجلّ المؤسّسات العلمية، تتمتع كلية الآداب والعلوم الإنسانية بسوسة بالشخصية المدنية والاستقلال المالي وتؤمن لطلبتها تكوينا متينا وأساسيا في الاختصاصات التالية: عربية - فرنسية - إنقليزية - تاريخ - جغرافيا - جغرافيا تطبيقية - إشهار وتسويق...
كذلك تلعب الكلية دورها في البحث العلمي وذلك بما تشرف عليه أقسامها وينجزه أساتذتها من أعمال خلال ملتقيات وندوات دولية ووطنية منتظمة ومتبوعة بنشريات مختلفة.
تتوزع مدة الدراسة حاليا في كلية الآداب والعلوم الإنسانية بسوسة على ثلاث مراحل - باستثناء الجغرافيا التي تقتصر على مرحلتين والجغرافيا التطبيقية والإشهار والتسويق اللتين تقتصران على مرحلة واحدة- يتلقّى خلالها الطالب تكوينا في إحدى الاختصاصات السبع المذكورة أعلاه وذلك في شكل دروس نظرية ودروس مسيّرة.
يقبل بالسنة الأولى من المرحلة الأولى كل طالب تحصل على باكالوريا التعليم الثانوي أو على شهادة معترف بمعادلتها لها وتم توجيهه إلى كلية الآداب والعلوم الإنسانية بسوسة:
إما من قبل وزارة التربية والتكوين المهني بالنسبة إلى الطلبة المحرزين على شهادة الباكالوريا في نفس سنة التوجيه.
وإما من قبل جامعة سوسة بالنسبة إلى الطلبة الناجحين في مناظرة إعادة التوجيه والطلبة المحرزين على شهادة الباكالوريا في السنة السابقة لسنة التوجيه.
تدوم المرحلة الأولى من الأستاذية سنتين (أولى وثانية) ويعتمد فيها نظام الوحدات السداسية
وتدوم المرحلة الثانية سنتين على الأقل يسجّل فيها الطلبة الذين اجتازوا المرحلة الأولى بنجاح وتحصلوا على الشهادة الجامعية للمرحلة الأولى.
كلية الآداب والعلوم الإنسانية بسوسة مؤهلة منذ السنة الجامعية 1998/1999 لإسناد شهادة الماجستير في العربية: (أدب، حضارة، لغة) والفرنسية(لغة، أدب وحضارة) والأنقليزية(الأدب) ومنذ سنة 1999-2000 أصبحت مؤهلة لإسناد الماجستير في التاريخ (معاصر، حديث،) وسنة 2000-2001 انضاف الماجستير في التاريخ القديم
وهي مؤهلة لإسناد شهادة التأهيل والدكتوراه في العربية والفرنسية والإنجليزية ومنذ سنة 2003/2004 أصبحت مؤهلة أيضا لإسناد شهادة التأهيل والدكتوراه في التاريخ.

## من هيئة التدريس
- آمنة الرميلي: أستاذة للأدب والنقد.

## وصلات خارجية
- موقع الكلية.